# Hot Milk
Hot Milk är en brittisk-grekisk dramafilm, med som hade premiär på Berlins filmfestival den 14 februari 2025. Den är regisserad av Rebecca Lenkiewicz, som även skrivit filmens manus baserat på en roman av Deborah Levy.

## Handling
Filmen utspelar sig under en spansk sommar och handlar om Rose (Fiona Shaw) och hennes dotter Sofia (Emma Mackey) som reser till kuststaden Almería för att träffa Gómez (Vincent Perez). Han är en helare som kanske har nyckeln till Roses mystiska sjukdom.

## Rollista (i urval)
- Emma Mackey - Sofia
- Vicky Krieps - Ingrid
- Fiona Shaw - Rose
- Vincent Perez - Dr. Gomez
- Patsy Ferran
- Yann Gael - Matthew